# عندما تنتهي من إنقاذ العالم
عندما تنتهي من إنقاذ العالم (بالإنجليزية: When You Finish Saving the World)‏ هو فيلم كوميدي دراما أمريكي قادم من إخراج جيسي آيزينبيرغ وبطولة جوليان مور، فين ولفهارد، أليشا بو وجاي ساندرز، من المقرر عرضه في 20 يناير 2023.

## روابط خارجية
- عندما تنتهي من إنقاذ العالم على موقع IMDb (الإنجليزية)
- عندما تنتهي من إنقاذ العالم على موقع ميتاكريتيك (الإنجليزية)
- عندما تنتهي من إنقاذ العالم على موقع روتن توميتوز (الإنجليزية)
- عندما تنتهي من إنقاذ العالم على موقع ألو سيني (الفرنسية)
- عندما تنتهي من إنقاذ العالم على موقع فيلمافينيتي (الإسبانية)
- عندما تنتهي من إنقاذ العالم على موقع قاعدة بيانات الفيلم (الإنجليزية)
- عندما تنتهي من إنقاذ العالم على موقع ليتربوكسد (الإنجليزية)
- عندما تنتهي من إنقاذ العالم على موقع كينوبويسك (الروسية)